# Călin Popescu-Tăriceanu
Călin Constantin Anton Popescu-Tăriceanu (n. 14 ianuarie 1952, București, România) este un om politic român, cel de-al 60-lea prim-ministru al României între 28 decembrie 2004 și 22 decembrie 2008 precum și fost președinte al Partidului Național Liberal (PNL) din 2005 până în 2009. De asemenea, a fost co-președintele Alianței Liberalilor și Democraților (ALDE), formată prin fuziunea Partidului Liberal Reformator (PLR) cu Partidul Conservator (PC), care între 2017 și 2019 a fost membru în coaliția guvernamentală condusă de Partidul Social Democrat (PSD). De asemenea, acesta a îndeplinit din anul 2014 pânǎ în 2019 funcția de președinte al Senatului.

## Biografie

### Copilăria și tinerețea
Călin Popescu-Tăriceanu s-a născut la data de 14 ianuarie 1952, în municipiul București. Mama sa, Alexandrina Louise Lăzărescu, la naștere Athanasiade, a fost de origine greacă, mama ei fiind grecoaică, iar tatăl ei pe jumătate român și pe jumătate grec. Gheorghe Athanasiade, bunicul lui Călin Popescu-Tăriceanu, a fost unul dintre pionierii importului de automobile în România.
După finalizarea studiilor medii la Liceul „Sf. Sava” din București, a absolvit Facultatea de Hidrotehnică din cadrul Institutului de Construcții din București - actuala Universitate Tehnică de Construcții (1976), urmând ulterior și un masterat în matematică și informatică la Universitatea din București (1981).

### Cariera profesională și în afaceri
După absolvirea facultății a lucrat ca inginer la Consiliul Național al Apelor, filiala Argeș (1976-1977), inginer la Trustul de Construcții Industriale București (1977-1979) și ca asistent universitar la Facultatea de Hidrotehnică din București (1980-1991).
În anul 1990 a fondat al doilea post de radio privat din România, Radio Contact, al cărui director general a fost în perioada 1992-1996. Începând din anul 1993 este partener asociat la Automotive Trading Services (importator oficial Citroën în România). Este membru fondator și președinte (1994-1997 și 2001-2003) al Asociației Producătorilor și Importatorilor de Automobile (APIA), apoi președinte de onoare (din 2003). De asemenea, este membru fondator al Clubului Român de Presă.

## Afaceri
Tăriceanu a fondat Radio Contact în anul 1990, iar din anul 1993 a intrat în afaceri cu automobile.
De atunci este președinte și director general al companiei Automotive Trading Services (ATS), care reprezintă marca franceză Citroen în România

## Activitate politică
În anul 1990 a fost fondator al Partidului Național Liberal, îndeplinind în același an funcția de secretar executiv. În prima legislatură după Revoluția din decembrie 1989, a fost deputat de Arad pe listele PNL (1990-1992), îndeplinind în această calitate funcția de membru în Comisia economică și în Comisia pentru învățământ, știință, tineret, sport a Camerei Deputaților.
Pentru doi ani (1990-1992) a fost lider al PNL-Aripa Tânără. Tăriceanu a candidat fără succes, sub sigla formațiunii "Noul Partid Liberal", la funcția de primar al municipiului București. În anul 1993 pleacă din NPL și revine în cadrul PNL, îndeplinind funcția de vicepreședinte al PNL (1993-2004). Ca urmare a câștigării alegerilor parlamentare din octombrie 1996 de către Convenția Democrată Română (din care făcea parte și PNL), Călin Popescu-Tăriceanu este ales ca deputat de București pentru legislatura 1996-2000, fiind în această calitate membru în Comisia pentru politică economică, reformă și privatizare.
În perioada 12 decembrie 1996 - 5 decembrie 1997, Tăriceanu îndeplinește funcția de ministru de stat, ministrul industriei și comerțului în Guvernul Victor Ciorbea. La alegerile din noiembrie 2000 a fost ales deputat de București pe listele PNL. În legislatura 2000-2004 a îndeplinit funcțiile de vicepreședinte al grupului parlamentar al Partidului Național Liberal (decembrie 2000 - februarie 2004) și de vicepreședinte al Comisie pentru Buget, Finanțe și Asigurări în Camera Deputaților.
În anul 2003 a devenit vicepreședinte al Partidului European Liberal Democrat. După alegerile parlamentare din noiembrie 2004, Călin Popescu-Tăriceanu este reales ca deputat de București pe listele PNL, fiind în această calitate și membru în Comisia pentru drepturile omului, culte și problemele minorităților naționale din Camera Deputaților.
În 20 martie 2009 pierde funcția de președinte al PNL cu 546 de voturi față de cele 873 de voturi ale contracandidatului său Crin Antonescu.

### Prim-ministru al României

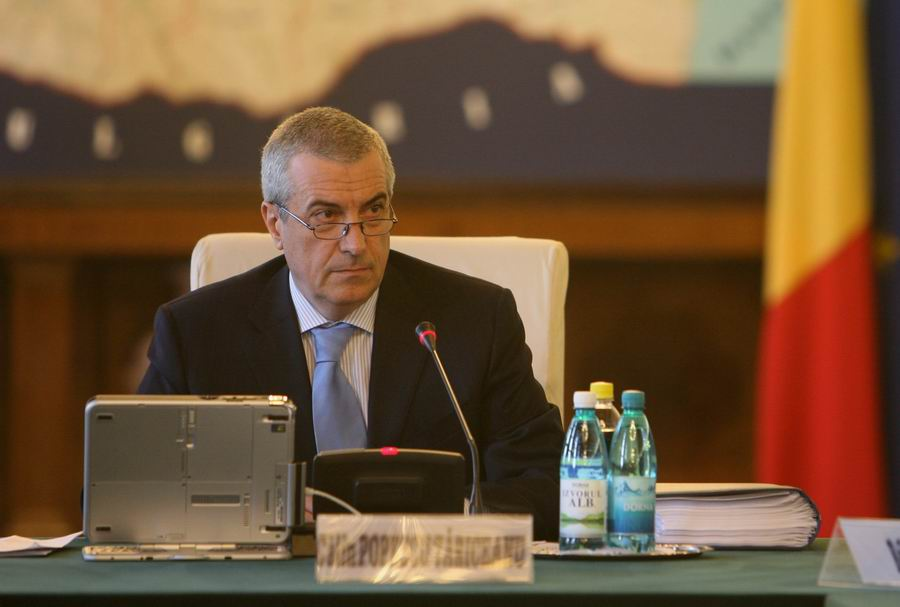
Călin Popescu-Tăriceanu, la o ședință de guvern

La 2 octombrie 2004, după retragerea lui Theodor Stolojan pe motive de sănătate din funcția de președinte al PNL și candidat al Alianței DA la alegerile prezidențiale din România din noiembrie 2004, Călin Popescu-Tăriceanu devine președinte interimar al PNL, copreședinte al Alianței DA (alături de Traian Băsescu) și candidat propus pentru funcția de prim-ministru al României într-un eventual guvern format de Alianța D.A..
După câștigarea alegerilor prezidențiale de către Traian Băsescu, acesta din urmă l-a desemnat pe Popescu-Tăriceanu cu formarea cabinetului Tăriceanu. La data de 28 decembrie 2004 acest cabinet a fost votat de Parlament cu 265 pentru și 200 împotrivă și a fost învestit, iar Tăriceanu a devenit noul prim-ministru al României. În februarie 2005 a fost ales ca președinte a Partidului Național Liberal.
Cabinetul Tăriceanu a anunțat că intenționează să-și dea demisia în 7 iulie 2005, cu scopul de a provoca alegeri anticipate. Intenția demisiei a fost cauzată de respingerea de către Curtea Constituțională a unui pachet de legi pentru reforma justiției. Alegerile anticipate au fost dorite de președintele Traian Băsescu încă de la victoria sa în alegerile din 2004. În urma întâlnirii cu comisarii europeni la Bruxelles, premierul Tăriceanu și-a reconsiderat decizia, renunțând să mai demisioneze.
La 19 iulie 2005 Popescu-Tăriceanu s-a răzgândit și și-a retras decizia de a demisiona, argumentând faptul că inundațiile catastrofale care loviseră țara (de exemplu orașul Comănești) cereau ca țara să aibă un guvern. Inundațiile uciseseră 66 oameni în România în acel an, lăsând mii de oameni fără case.
Din acel moment, relațiile dintre Popescu-Tăriceanu și președintele Băsescu s-au înrăutățit, ultimul refuzând să se întâlnească cu primul ministru în zilele următoarea anunțării deciziei de a-și retrage demisia.
În septembrie 2005 un ziar a declarat că la 9 aprilie 2004, Tăriceanu a cumpărat 10 milioane de acțiuni ale companiei Rompetrol, bazându-se pe informații obținute din interior (de tip insider trading), acțiuni pe care le-ar fi vândut cu profit după ce a devenit prim-ministru.
La data de 5 aprilie 2006 președintele Traian Băsescu a afirmat că regretă că l-a numit pe Tăriceanu prim-ministru și l-a acuzat de parteneriat cu grupuri de interes economice.
O altă dispută cu președintele Băsescu a fost generată de anunțul oficial al lui Tăriceanu la 29 iunie 2006 că Partidul Național Liberal sprijină retragerea trupelor românești din zonele de conflict unde nu se află sub mandat al ONU, NATO sau Uniunea Europeană. Președintele și-a exprimat opoziția puternică față de retragerea trupelor românești din Irak.
În seara de 25 iulie 2006 Tăriceanu conducea o motocicletă Harley-Davidson, îndreptându-se spre Corbeanca, când intrat în coliziune cu un autoturism Ford Mondeo; Tăriceanu a suferit o ruptură de menisc și a rămas temporar fără permis de conducere.
La data de 21 martie 2007 premierul Călin Popescu Tăriceanu a prezentat un comunicat de presă al Guvernului României, în care a declarat că va prelua, pentru un timp limitat, cu titlu interimar, responsabilitățile ministrului de externe, până când se va rezolva starea de blocaj din Ministerul Afacerilor Externe. Acest lucru a fost generat de decizia lui Băsescu de a nu-l numi în funcție pe Adrian Cioroianu, după 43 zile de la demisia din funcția a lui Ungureanu. La data de 5 aprilie 2007, Curtea Constituțională a României a decis că "Refuzul președintelui României de a numi un membru al Guvernului la propunerea primului ministru a generat un conflict jurisdicțional de natură constituțională.[...] Președintele României nu are drept de veto, dar el poate cere primului ministru să-și retragă propunerea, dacă observă că persoana propusă nu îndeplinește condițiile legale pentru a fi membru al Guvernului". În aceeași zi, Cioroianu a preluat funcția de ministru al  afacerilor externe.

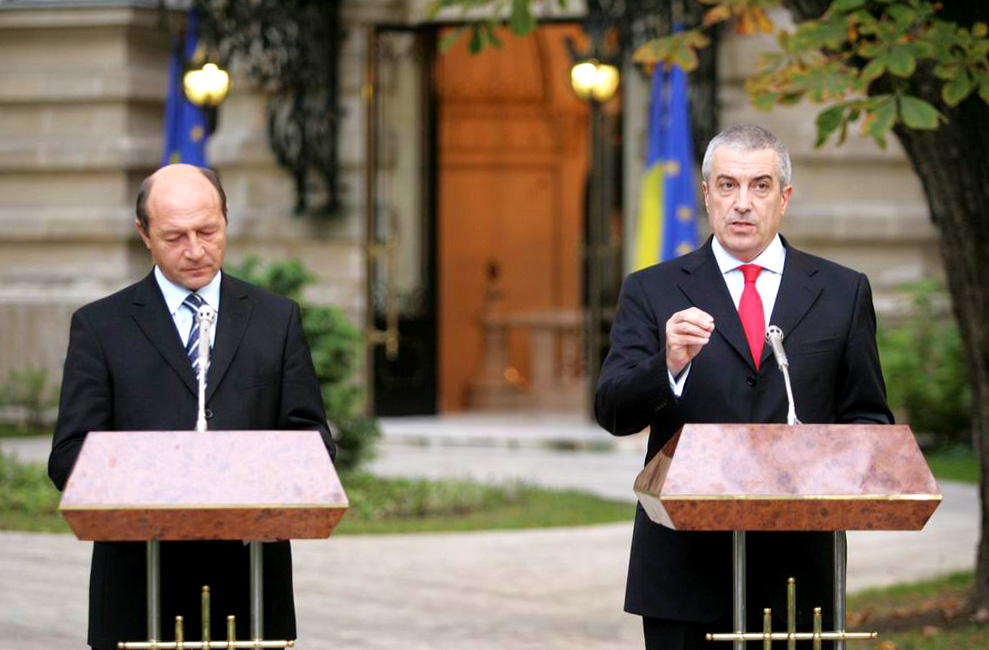
Traian Băsescu (stânga) și Călin Popescu-Tăriceanu (dreapta)

La data de 1 aprilie 2007 Tăriceanu i-a demis pe miniștrii membri ai Partidului Democrat (partid pro-Băsescu) și a format un guvern minoritar împreună cu Uniunea Democrată Maghiară din România; guvenul a fost aprobat de Parlament la 3 aprilie, cu sprijinul Partidului Social Democrat.
Guvernul Călin Popescu-Tăriceanu a trecut de moțiunea de cenzură votată de Parlament la 3 octombrie 2007, moțiune ce a fost inițiată de către Partidul Social Democrat. Deși 220 parlamentari au votat în favoarea moțiunii și doar 152 au votat împotriva ei, moțiunea avea nevoie de 232 voturi pentru a provoca căderea guvernului.
Călin Popescu Tăriceanu vorbește fluent engleza și franceza.

### Președinte al Senatului României
În data de 4 martie 2014, după retragerea PNL din guvernul Victor Ponta, Crin Antonescu, președintele PNL, a demisionat din funcția de președinte al Senatului. În data de 10 martie 2014 Călin Popescu-Tăriceanu a fost ales președinte al Senatului României, cu voturile PSD, din postura de senator independent.

### Candidat la președinția României
În 2014 și-a depus candidatura pentru alegerile prezidențiale din 2 noiembrie, având poziția a treisprezecea pe buletinele de vot.
La alegerile pentru președinția României din noiembrie 2014, Popescu-Tăriceanu a obținut în primul tur de scrutin (organizat în ziua de duminică, 2 noiembrie 2014) un număr de 508.572 voturi din numărul total de 9.723.232, terminând pe locul 3 din 14, cumulând circa 5,36% din toate voturile exprimate și validate.

## Realizări economice
Printre realizările personale, Tăriceanu prezintă următoarele:
- restructurarea sectorului petrolier din România și înființarea Companiei Naționale a Petrolului PETROM
- restructurarea sectorului minier din România
- restructurarea Companiei Naționale Electrica
- realizarea proiectelor de restructurare a industriei oțelului și producției de automobile
- liberalizarea comerțului extern, prin eliminarea barierelor non-tarifare

Călin Popescu-Tăriceanu este autor a 37 lucrări științifice și articole în domeniul alimentării cu apă și tratamentului apei.

## Viața privată
Tăriceanu a fost căsătorit de cinci ori  și are trei copii.

## Distincții
- 2018 – „Medalia Democrației”, oferită de Andrian Candu, Președintele Parlamentului Republicii Moldova[17]

## Critici și controverse

### Afacerea Sterling
Printr-o Hotărâre de Guvern, emisă de Guvernul Tăriceanu (Hotărâre nr. 1446 din 12/11/2008), petrolul și gazele din jurul Insulei Șerpilor au fost concesionate unei firme, Midia  Resources SRL, ce are un capital social de doar 200 de lei. Bilanțul pe 2007 al acestei firme arată că nu are angajați iar cifra de afaceri a fost 0 lei. Midia Resources SRL nu are sucursale, nu are sedii secundare și nu are administratori cenzori persoane juridice.

### Taxa de primă înmatriculare
Tăriceanu a sprijinit taxa specială de mediu, care taxează toate mașinile nou înmatriculate în România. Taxa este motivată de limitarea emisiilor de dioxid de carbon și prevenirea invaziei de mașini la mâna a doua și este similară altor taxe impuse de țările nou intrate în Uniunea Europeană. Taxa a fost modificată fără să fie totuși în concordanță cu cerințele UE.

### Acuzații de corupție
La data de 7 iulie 2016, Direcția Națională Anticorupție a dispus trimiterea în judecată a lui Călin Popescu-Tăriceanu pentru mărturie mincinoasă și favorizarea infractorului. Acesta era acuzat că, sub jurământ fiind, ar fi facut declarații necorespunzătoare adevărului și ar fi îngreunat intenționat acte de urmărire penală. Pe 23 mai 2019 Înalta Curte de Casație și Justiție l-a achitat definitiv pe Tăriceanu în acest dosar.
Pe 15 decembrie 2020 Parchetul de pe lângă Înalta Curte de Casație și Justiție l-a trimis în judecată pe Călin Popescu Tăriceanu pentru complicitate la uzurpare de calități oficiale și abuz în serviciu. În acest dosar Tăriceanu a fost acuzat că în calitate de președinte al Senatului nu a luat măsuri pentru constatarea încetării mandatului de senator a lui Cristian Marciu. Pe 20 iunie 2022 Înalta Curte de Casație și Justiție l-a achitat definitiv pe Tăriceanu în acest dosar.
Pe 3 martie 2021 Călin Popescu-Tăriceanu a fost trimis în judecată de DNA într-un nou dosar fiind acuzat de luare de mită.
Pe 2 iunie 2025 Călin Popescu-Tăriceanu a fost achitat definitiv de Înalta Curte de Casație și Justiție în acest ultim dosar.